# 月の軌道
| Diagram of the Earth–Moon system |                                 |
| 地球–月 系 |                                 |
| \| 性質 \| 値 \| \| -------------------------------------- \| ------------------------------- \| \| 軌道長半径 \| 384748 km[1] \| \| 平均距離 \| 385000 km[2] \| \| 逆正弦視差 \| 384400 km \| \| 近点距離 \| ~362600 km (356400 - 370400 km) \| \| 遠点距離 \| ~405400 km (404000 - 406700 km) \| \| 平均軌道離心率 \| 0.0549006 (0.026 - 0.077)[3] \| \| 黄道面に対する軌道の平均軌道傾斜角 \| 5.14° (4.99 - 5.30)[3] \| \| 平均赤道傾斜角 \| 6.58° \| \| 黄道面に対する月の赤道の平均軌道傾斜角 \| 1.543° \| \| 歳差周期 \| 18.5996年 \| \| 離角の縮退周期 \| 8.8504年 \| |                                 |
| 性質 | 値                              |
| 軌道長半径 | 384748 km                       |
| 平均距離 | 385000 km                       |
| 逆正弦視差 | 384400 km                       |
| 近点距離 | ~362600 km (356400 - 370400 km) |
| 遠点距離 | ~405400 km (404000 - 406700 km) |
| 平均軌道離心率 | 0.0549006 (0.026 - 0.077)       |
| 黄道面に対する軌道の平均軌道傾斜角 | 5.14° (4.99 - 5.30)             |
| 平均赤道傾斜角 | 6.58°                           |
| 黄道面に対する月の赤道の平均軌道傾斜角 | 1.543°                          |
| 歳差周期 | 18.5996年                       |
| 離角の縮退周期 | 8.8504年                        |

月は、約27.3日の周期で地球の周りを公転している。正確には、地球と月は、地球の中心から約4600キロメートル（地球半径の約4分の3）の地点にある共通の重心の周りを公転する。平均では、月は地球の中心から、地球半径の約60倍に相当する38万5000キロメートルの距離にある。平均軌道速度は1023メートル毎秒で、月は背景の恒星に対して、1時間におおよそ角直径と等しい0.5°程度動く。月は、他の惑星のほとんどの衛星とは異なり、その軌道平面（月の地球に対する公転面）は黄道に対して5.145°傾いており、更に月の自転軸は黄道垂線から6.688°傾いている（＝月の公転面垂線から1.543°ずれて月は自転している。）カッシーニの法則により月の歳差運動は月の公転周期と一致し180°ずれているので、月の赤道は常に黄道に対し一定の1.543°となっている。

## 性質

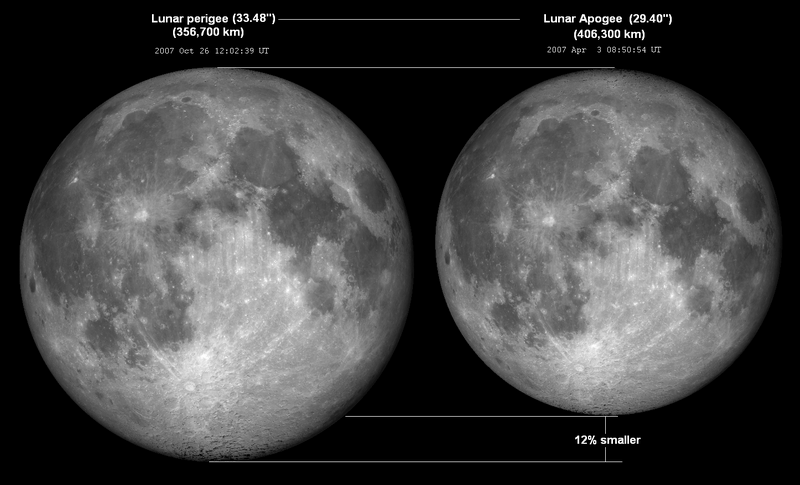
近点と遠点での大きさの比較

この節で記述される月の軌道の性質はおおよそのものである。地球の周りの月の軌道には多くの不規則性（摂動）を持ち、その研究（月理論）は長い歴史を持つ。

### 楕円形
月の軌道は楕円形で、離心率は0.0549である。円形ではないため、地球上の観測者から遠ざかったり近づいたりし、月の角速度や見かけの大きさは変化する。共通重心の地点にいる仮想の観測者から見た1日当たりの平均角運動は、東向きに13.176°である。

#### 長軸

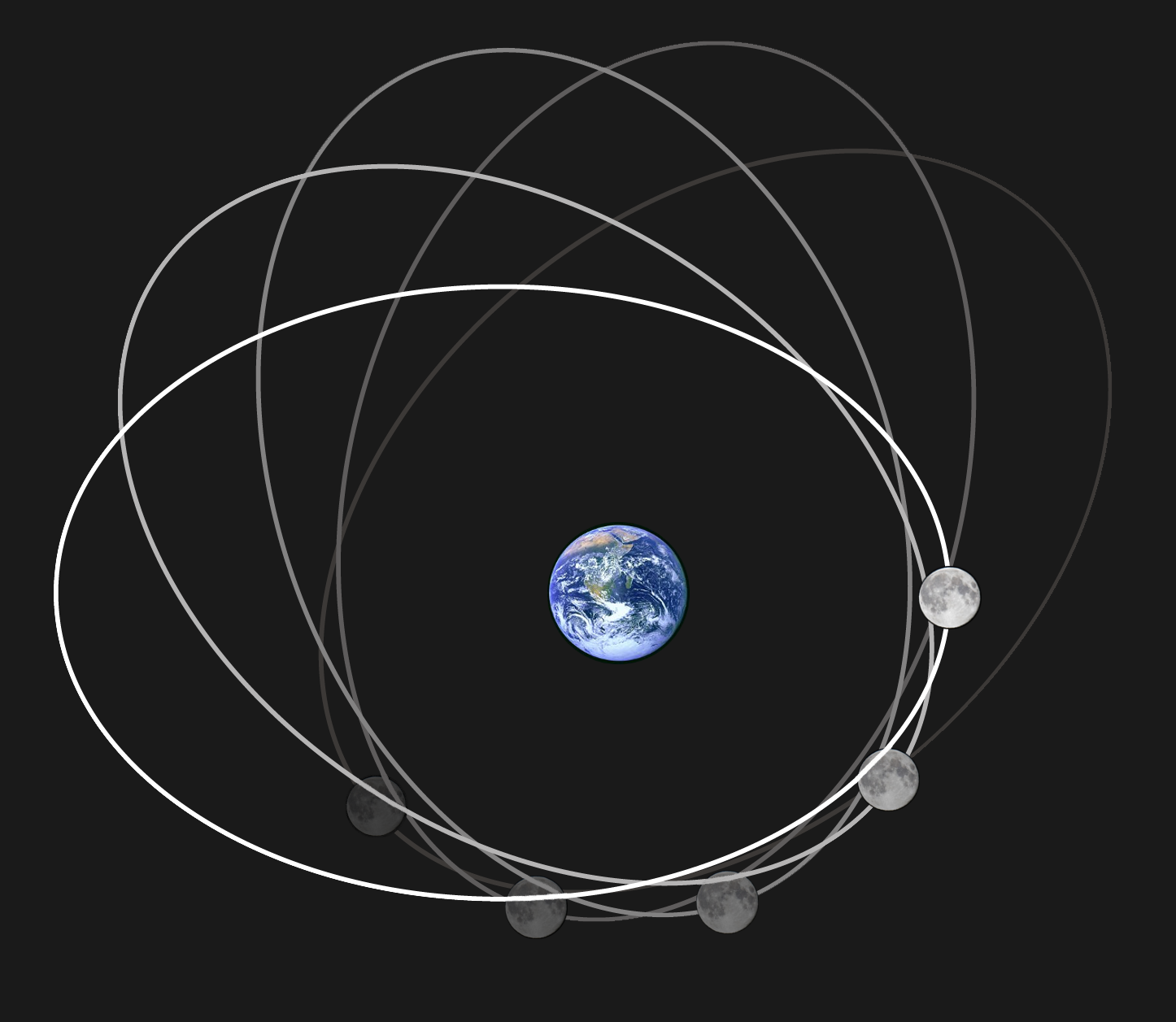
月の軌道の長軸は8.85年で一周している（近点移動）。

軌道の方向は空間的に定まっておらず、歳差運動を行う。軌道の最近点と最遠点は、それぞれ近点と遠点である。この2点を結ぶ線は、月自体の運動と同じ方向にゆっくりと回転しており、3232.6054日（8.85年）で一周している。これを近点移動という。

### 離角

軌道要素の定義

月の離角は、その時点での太陽に対しての東向きの角距離である。新月の時はゼロであり、合（特に朔）と呼ばれる。満月の時は、離角は180°であり、衝(特に望）と呼ばれる。どちらの場合も月は惑星直列の位置にあり、つまり太陽、月、地球がほぼ直線上に位置する。離角が90°または270°の場合、矩（特に弦）と呼ばれる。

### 交点
交点は、月の軌道が黄道面と交わる点である。月は27.2122日毎に同じ交点を通過し、この期間は交点月と呼ばれる。2つの平面の共通部分である交点線は逆行運動し、地球上の観測者からは、黄道に沿って西向きに18.60年で一周する（1年間で19.3549°動く）。天の北極から観察すると、交点は地球の自転及び交点とは逆に、地球を中心に時計回りに動く。月食や日食は、交点が太陽の方向と合致するおおよそ173.3日毎に起きる。

### 軌道傾斜角
黄道面に対する月の軌道の平均軌道傾斜角は5.145°である。月の自転軸も軌道面に垂直ではなく、そのため月の赤道面は軌道平面に一致せず、常に6.688°傾いている（赤道傾斜角）。月の軌道平面の歳差のために、月の赤道面と黄道面の間の角は和（11.833°）と差（1.543°）の間で変動すると考えられがちだが、1721年にジャック・カッシーニが発見したように、月の自転軸は軌道平面と同じ速度で歳差運動するが、180°位相がずれる（カッシーニの法則）。そのため、月の自転軸は恒星に対して固定されないが、黄道面と月の赤道面の間の角は、常に1.543°である。

### Lunistice
夏至には、黄道は南半球で最も高い赤緯-23°29′に達する。同時に、南半球において昇交点は太陽と90°をなし、満月の赤緯は最大の-23°29′ - 5°9つまり-28°36′に達する。これは、南半球の Lunistice (Lunar standstill) と呼ばれる。9年半後、降交点が90°になると、満月の赤緯は最大の23°29′ + 5°9つまり28°36′に達する。この時が北半球のLunisticeである。

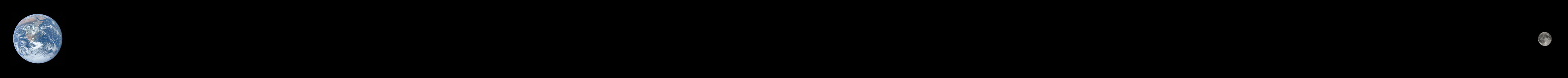
月と地球の大きさと距離。1ピクセルは500キロメートルである。

### 地球と月の距離
地球と月の距離 (Lunar distance、LD) は、地球から月までの距離である。平均は38万4400キロメートルであるが、月の軌道の近点では36万3304キロメートル、遠点では40万5495キロメートルである。
地球と月の距離の高精度の測定は、地球上のLIDAR局から発射した光が月面上の再帰反射器で反射して戻ってくるまでの時間を測定することで行われる。
月は、年間平均3.8センチメートルの速さで、らせん状に地球から遠ざかっていることが、月レーザー測距実験によって明らかとなった。後退速度は異常に速いと考えられている。
地球と月の距離を最初に測定した人物は、紀元前2世紀の天文学者、地理学者のヒッパルコスで、単純な三角法を用いた。彼は、実際の長さから約2万6000キロメートル短い値を得て、その誤差は約6.8 %であった。
アメリカ航空宇宙局の Near Earth Object Catalog では、LDを単位として小惑星や彗星の長さを表している。

## 観測と測定の歴史
約3000年前、バビロニア人は一貫性のある月の観測記録を始めた最初の人類文明となった。今日のイラクで発見された、楔形文字で書かれた当時の粘土板には、月の出や月の入りの時間と日付、月が近くを通り過ぎた恒星、太陽と満月の昇降時間の差等が記された。バビロニア人は、月の運動の3つの周期を発見し、データ分析を用いて将来までの太陰暦カレンダーを作った。詳細で体系立てられた観測データを用い、実験データに基づいた予測を行う事は、人類の歴史上初期の科学的方法であると考えられる。しかし、バビロニア人はこれらのデータの幾何学的、物理学的な解釈はしなかったとみられ、将来の月食を予測することはできなかった。
古代ギリシアの天文学者は初めて天体の運動に数理モデルを導入し、分析した。プトレマイオスは、従円と周転円と出差の幾何学モデルを用いて月の運動を記述した。
アイザック・ニュートンは、初めての完全な運動理論を発展させた。人類の観測した月の運動は、彼の理論の試験台となった。

## 月の周期
月が軌道を一周する周期を測定する方法には、いくつかがある。恒星月は、恒星に対して一周する期間で、約27.3日である。対照的に、朔望月は月が同じ月相に至るまでの期間で、約29.5日である。地球-月系は、1恒星月の間に太陽の周りを有限距離移動するため、同じ相対配置に戻るまでに長い時間を要し、朔望月は恒星月よりも長くなる。他に、近点から近点までの期間（近点月）や昇交点から昇交点までの期間（交点月）、同じ黄経を通過するまでの期間（分至月）で定義する方法もある。月の軌道の歳差が遅い結果、後者3つの期間は恒星月とほぼ同じである。暦の上での月（1年の12分の1）の平均の長さは、約30.4日である。

## 秤動

経時的な月相の変化。見かけのぶれは秤動として知られる。

月は潮汐固定されており、地球には常に同じ面を向けている。しかし、月の軌道は楕円形であり、角速度が変化するため、公転速度が常に自転速度と一致している訳ではない。月が近点にある時には、自転速度は公転速度よりも遅く、地球からは最大8°程度、東側の月の裏が見える。逆に、月が遠点にある時には、自転速度は公転速度よりも速く、地球からは最大8°程度、西側の月の裏が見える。これは、「経度秤動」と呼ばれる。
また、月の軌道は地球の黄道面に対しても5.1°傾いているため、公転中に月の自転軸は近づいてきたり遠ざかっていったりするように見える。これは、「緯度秤動」と呼ばれ、極を超えて月の裏の7°程度が見える。最後に、月は地球の重心からわずか約60地球半径しか離れておらず、赤道上で一晩中月を観測する観測者は横方向に地球1つ分動くことになることから、「日周秤動」と呼ばれる現象が生じ、さらに経度1°分見えることになる。同じ理由から、地球の両地理極にいる観測者は、緯度1°分もさらに見えることになる。

## 太陽の周りの月と地球の経路

太陽の周りの月の軌道経路は、常に外に凸である。（この図では、地球と地球の軌道を青、月と月の軌道を灰色で示している。太陽は枠の左下に位置する。）

天の北極、即ち北極星から見ると、月は地球を反時計回りに公転し、地球は太陽を反時計回りに公転し、月と地球は自身の自転軸を反時計回りに自転している。角速度の方向を示すためには、右手の法則が用いられる。右手の親指が天の北極に向ければ、指の曲がりは月が地球、地球が太陽を公転する方向を示す。
太陽系の描写は、太陽の視点からの地球の軌道と地球の視点からの月の軌道によるのが通常である。こうした視点の使い分けは、地球の周りを回る月が、太陽から見て逆行することがあるような印象を与える。しかし、地球の周りの月の軌道速度（約1キロメートル毎秒）は、太陽の周りの地球の軌道速度（約30キロメートル毎秒）よりも遅く、このような逆行をともなう運動が起こるわけではない。
地球-月系を連惑星系と考えると、その共通重心は地球の中心から約4624キロメートル、地球半径の72.6 %に位置する。この共通重心は、地球が日周運動をする間、常に月の側にある。太陽軌道の地球-月系の経路は、この共通重心が規定する。その結果、地球の中心は朔望月毎に軌道経路の内外に移動する。
太陽系の他のほとんどの衛星とは異なり、月の軌道は惑星の軌道と非常に近い。太陽から月への重力は地球から月への引力の2倍以上になり、その結果、月の軌道は常に凸面であり、凹面の場所や環状になった場所がない。地球-月の重力系が保存されたまま太陽の重力がなくなれば、月は恒星月を周期として地球の周りを回り続ける。